# Walter Humphries Montague
Pour les articles homonymes, voir Montague.
Walter Humphries Montague (21 novembre 1858-14 novembre 1915) est un homme politique canadien. Il est député fédéral conservateur de la circonscription ontarienne de Haldimand de 1887 à 1889 et de 1890 à 1896, ainsi que de Haldimand et Monck de 1896 à 1900.
Il est également député provinciale conservateur de la circonscription manitobaine de Kildonan et St. Andrews de 1913 à 1915.

## Biographie
Né dans le canton d'Adelaide (en) du comté de Middlesex dans le Canada-Ouest, Montague étudie au Woodstock College et à la Toronto School of Medicine. En 1882, il obtient un diplôme médical de l'Université Victoria de Toronto. Après avoir pratiqué la médecine à Dunnville (en) et après à l'Hôpital général de Hamilton. Il est ensuite membre du Collège des médecins et des chirurgiens de l'Ontario ainsi que membre du Royal College of Physicians d'Édimbourg en Écosse.
Candidat conservateur dans la circonscription provinciale ontarienne de Monck (en) en 1883, il est défait par le libéral Richard Harcourt.
Élu sur la scène fédérale par une seule voix de majorité en 1887 dans la circonscription de Haldimand, Le scrutin étant annulé et Montague remporte à nouveau l'élection partielle. Le scrutin étant de nouveau contesté par les libéraux, la Cour suprême annule le vote en décembre 1888 et Montague est défait par Colter lors de la deuxième élection partielle tenue en janvier 1889.
La deuxième élection partielle étant également contestée, malgré la victoire plus convaincante de Colter, un troisième élection partielle est déclenchée et remportée par Montague en février 1890. Il est réélu en 1891 dans la circonscription de Haldimand et en 1896 dans la nouvelle circonscription de Haldimand et Monck, où il est défait en 1900.
Montague entre au cabinet du premier ministre Mackenzie Bowell à titre de ministre sans portefeuille en décembre 1894. En mars 1895, il sert comme secrétaire d'État jusqu'en décembre 1895, moment où il devient ministre de l'Agriculture. Il occupe ce dernier ministère jusqu'au 5 janvier 1896 alors qu'il quitte le cabinet afin de protester contre l'inaction de Bowell sur la question des écoles du Manitoba. Bowell l'inscrivait dans la liste des ministres qu'il décrivait comme faisant partie d'un nid de traitres (nest of traitors). Lorsque le litige est résolu, Montague revient au cabinet le 15 janvier dans le même ministère et le nouveau premier ministre, Charles Tupper, le maintien en poste jusqu'en juillet 1896.
Après sa défaite en 1900, il retourne à la pratique de la médecine et s'installe à Winnipeg au Manitoba en 1908. De retour en politique provinciale en novembre 1913, il est nommé ministre des Travaux publics dans le gouvernement de Rodmond Palen Roblin. Après une campagne difficile et hargneuse lors d'une élection partielle afin de siéger à l'Assemblée législative du Manitoba en novembre 1913, il est réélu de justesse lors de l'élection générale de 1914 (en).
Le gouvernement de Robson étant forcé de démission en 1915 en raison commission d'enquête demandée par le lieutenant-gouverneur afin de faire la lumière sur des accusations de corruption sur l'octroi de contrat pour la construction des nouveaux bâtiments législatifs. Montague ne se représente pas lors de l'élection générale de 1915 (en).
Montague est inculpé pour fraude dans l'octroi de contrat, mais meurt à Winnipeg avant le début des procédures légales.
Son fils, Percival John Montague (en), sert comme lieutenant-général dans l'armée du Canada.